# 南横山村
南横山村（みなみよこやまむら）は、かつて大阪府にあった村。

## 歴史
- 1889年（明治22年）4月1日、和泉郡大野村と父鬼村が合併して、和泉郡南横山村が発足。大字父鬼に村役場を設置。
- 1896年（明治29年）4月1日、泉北郡が成立。
- 1956年（昭和31年）9月1日、和泉町を中心とする1町6村の合併により、和泉市となる。

## 交通

### 道路
- 父鬼街道